# 70942 Vandanashiva
70942 Vandanashiva este un asteroid din centura principală de asteroizi.

## Descriere
70942 Vandanashiva este un asteroid din centura principală de asteroizi. A fost descoperit pe 28 noiembrie 1999 la Gnosca de Stefano Sposetti. Asteroidul prezintă o orbită caracterizată de o semiaxă mare de 2,59 ua, o excentricitate de 0,24 și o înclinație de 4,2° în raport cu ecliptica.